# Behm (cantante)
Rita Marketta Behm, conosciuta come Behm (Hollola, 26 ottobre 1994), è una cantante finlandese.

## Biografia
Nel 2016 Behm è stata selezionata per partecipare a una sessione di cantautorato organizzata dalla società Veikkaus e dal gruppo Apulanta. Qui ha incontrato Ella-Noora Kouhiaan, con cui ha formato il duo Ellis & Noora, che si è esibito al preshow di Uuden Musiikin Kilpailu 2017. Nel backstage del programma ha incontrato gli esecutivi della compagnia di produzione musicale M-Eazy Music, con cui ha finito per firmare un contratto. La sua prima creazione è stata la canzone Solmussa, registrata dal rapper Pikku G e pubblicata alla fine del 2017, di cui ha scritto e cantato il ritornello. È stato anche il suo primo ingresso nella classifica finlandese, dove ha raggiunto la prima posizione per quattro settimane.
Behm ha firmato come cantante con la Warner Music Finland nel 2018, e l'anno successivo è uscito il suo singolo di debutto, Hei rakas, che ha trascorso dieci settimane consecutive in cima alla classifica nazionale, vendendo più di 240 000 unità a livello nazionale e conquistando sei dischi di platino. I due singoli successivi, Tivolit e Frida, hanno raggiunto rispettivamente il 2º e il 1º posto in classifica; il primo è certificato triplo disco di platino. L'album di debutto di Behm, Draaman kaari viehättää, è stato pubblicato il 18 settembre 2020 ed è stato certificato quadruplo disco di platino con oltre 85 000 unità di vendita totalizzate. Ha debuttato in vetta alla classifica nazionale; inoltre, tutte e dieci le tracce sono entrate fra le prime quindici posizioni nella classifica dei singoli. L'album è accompagnato da una tournée nazionale con diciannove date fra settembre e dicembre 2020. Behm ha vinto il premio YleX Läpimurto per il miglior artista emergente del 2020, e ha ottenuto svariate candidature agli annuali Emma-gaala, vincendone otto. Nel 2021 ha realizzato con Cledos il singolo Life (Sun luo), che per aver venduto oltre 20 000 unità ha conseguito la certificazione d'oro.

## Discografia

### Album in studio
- 2020 – Draaman kaari viehättää
- 2023 – Merkittävät erot

### Singoli
- 2019 – Hei rakas
- 2020 – Tivolit
- 2020 – Frida
- 2021 – Life (Sun luo) (con Cledos)
- 2022 – Ethän tarkoittanut sitä
- 2023 – Sata vuotta
- 2023 – Viimeinen tanssi (con Olavi Uusivirta)
- 2024 – Tunnista tuntiin (con Ege Zulu)
- 2025 – Kaiken arvoinen

#### Come artista ospite
- 2017 – Solmussa (Pikku G feat. Behm)
- 2019 – Vanha (Keko Salata feat. Behm)